# Merobruchus major
Merobruchus major là một loài bọ cánh cứng trong họ Bruchidae. Loài này được Fall miêu tả khoa học năm 1912.